# Hebetula tonnoiri
Hebetula tonnoiri är en tvåvingeart som först beskrevs av Lee 1948.  Hebetula tonnoiri ingår i släktet Hebetula och familjen svidknott. Inga underarter finns listade i Catalogue of Life.